# حمورابی

نقشهٔ نشان دادن قلمروی بابل در زمان حمورابی (۱۷۵۰–۱۷۹۲ سال پیش از میلاد)

حمورابی (به اکدی (برگرفته از اموری): Ammurāpi) ششمین شاه بابل از سال ۱۷۹۲ تا ۱۷۵۰ پیش از میلاد (۴۲ سال) بود. او پس از کناره‌گیری پدر خود، امپراتور بابل شد و در طی این مدت بابل را تا میان‌رودان گسترش داد و در طول سلطنت خود، ایلام و دولت‌شهرهای لارسا، اشنونا و ماری را تسخیر کرد. معروفترین بازماندهٔ او، قانون حمورابی است که بر روی یک سنگ ثبت شده‌است. این سنگ نوشته بر روی یک قرص سنگ ایستاده با بیش از ۸ پای بلند (۲٫۴ متر) حک شده و در سال ۱۹۰۱ در شوش، ایران پیدا شد. حمورابی به دلیل آگاهی‌اش برای نوشتن این قوانین، زمانی که مردم در شرایط سخت بودند، در سراسر جهان شهرت بسیاری دارد.
حمورابی بیشتر به دلیل صدور قانون حمورابی شناخته شده است، که او ادعا می‌کرد آن را از شَمَش، خدای عدالت بابلی، دریافت کرده است. برخلاف قوانین حقوقی سومری پیشین، مانند قانون اور-نامو، که بر جبران خسارت قربانی جرم متمرکز بود، قانون حمورابی یکی از اولین قوانین حقوقی بود که تأکید بیشتری بر مجازات بدنی مجرم داشت. این قانون مجازات‌های مشخصی را برای هر جرم تعیین می‌کرد و از جمله اولین قوانینی است که اصل برائت را تثبیت کرد. هدف از این قوانین محدود کردن آنچه که یک فرد آسیب دیده مجاز به انجام آن در قصاص بود. قانون حمورابی و شریعت موسی در تورات شباهت‌های متعددی دارند.
حمورابی در زمان حیات خود توسط بسیاری به عنوان یک خدا دیده می‌شد. پس از مرگ، حمورابی به عنوان یک فاتح بزرگ که تمدن را گسترش داد و همه مردم را مجبور به اطاعت از مردوک، خدای ملی بابلی‌ها، کرد، مورد احترام قرار گرفت. بعدها، دستاوردهای نظامی او کم‌رنگ شد و نقش او به عنوان قانونگذار ایده‌آل جنبه اصلی میراث او شد. برای بین‌النهرینی‌های بعدی، سلطنت حمورابی به چارچوب مرجع برای تمام رویدادهای رخ داده در گذشته دور تبدیل شد. حتی پس از فروپاشی امپراتوری که او بنا کرد، او همچنان به عنوان یک حاکم نمونه مورد احترام بود و بسیاری از پادشاهان سراسر خاور نزدیک او را به عنوان جد خود معرفی می‌کردند. حمورابی در اواخر قرن نوزدهم توسط باستان‌شناسان کشف شد و از آن زمان به عنوان یک چهره مهم در تاریخ حقوق شناخته شده است.

## زندگی

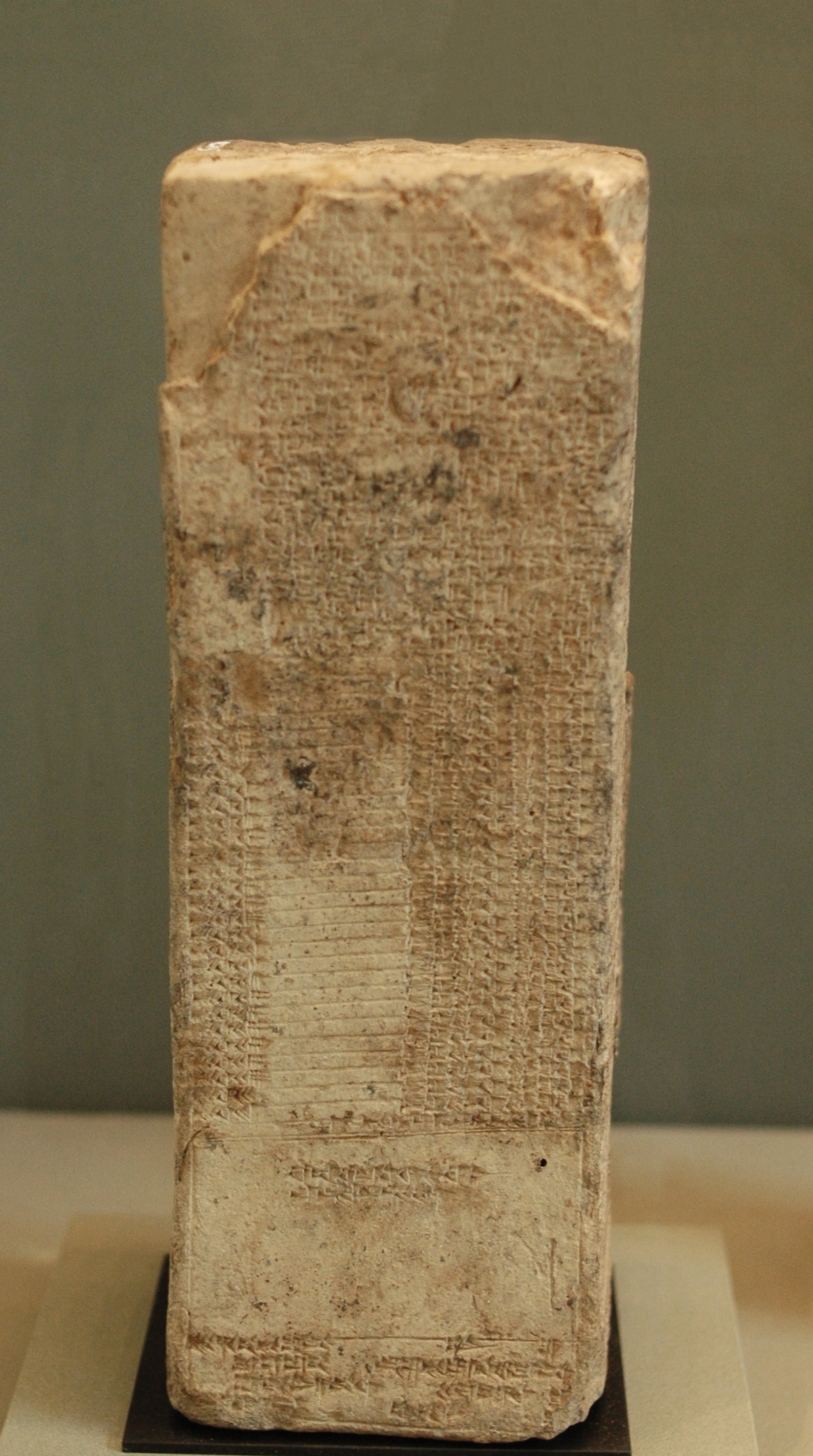
سفالینه ای مربوط به ۱۷۶۳ پیش از میلاد (۳۹ سال حکومت حمورابی) در موزه لوور، فهرست پادشاهان لارسا

حمورابی به عنوان پادشاه یک پادشاهی کوچک در میان یک وضعیت پیچیده ژئوپلیتیک به سلطنت رسید. حمورابی یک پادشاه عموری از نخستین سلسله بابل و دولت‌شهر بابل بود و قدرت را از پدرش، سین-موبالیت یکم، در حدود ۱۷۹۲ قبل از میلاد به ارث برد. بابل یکی از بسیاری از دولت‌شهرهای عمدتاً تحت حکومت عموری بود که دشت‌های مرکزی و جنوبی بین‌النهرین را پوشانده و برای کنترل زمین‌های حاصلخیز کشاورزی با یکدیگر جنگیدند. اگرچه فرهنگ‌های بسیاری در بین‌النهرین همزیستی داشتند، فرهنگ بابلی در زمان حمورابی در میان طبقات باسواد سراسر خاورمیانه به درجه‌ای از برجستگی دست یافت. پادشاهانی که پیش از حمورابی آمده بودند، یک دولت‌شهر نسبتاً کوچک را در سال ۱۸۹۴ قبل از میلاد تأسیس کرده بودند که قلمرو کمی خارج از خود شهر را کنترل می‌کرد. بابل برای حدود یک قرن پس از تأسیس خود تحت الشعاع پادشاهی‌های قدیمی‌تر، بزرگتر و قدرتمندتر مانند ایلام، امپراتوری کهن آشور، ایسین، اشنونا و لارسا قرار داشت. با این حال، پدرش سین-موبالیت شروع به تحکیم حکومت بر منطقه کوچکی از جنوب مرکزی بین‌النهرین تحت حکومت بابل کرده بود و تا زمان سلطنت او، دولت‌شهرهای کوچک بورسیپا، کیش و سیپار را فتح کرده بود.
پادشاهی قدرتمند اشنونا رودخانه دجله علیا را کنترل می‌کرد، در حالی که لارسا دلتای رودخانه را کنترل می‌کرد. در شرق بین‌النهرین، پادشاهی قدرتمند ایلام قرار داشت که به‌طور منظم به دولت‌های کوچک جنوب بین‌النهرین حمله می‌کرد و خراج می‌گرفت. در شمال بین‌النهرین، پادشاه آشور، شمشی-ادد یکم، که قبلاً مستعمرات آشوری چند صدساله در آسیای صغیر را به ارث برده بود، قلمروب خود را به شام و مرکز بین‌النهرین گسترش داده بود، اگرچه مرگ زودهنگام او تا حدودی امپراتوری او را متلاشی کرد.
چند سال اول سلطنت حمورابی نسبتاً آرام بود. حمورابی از قدرت خود برای انجام یک سری کارهای عمومی، از جمله بالا بردن دیوارهای شهر برای اهداف دفاعی و گسترش معابد، استفاده کرد. پادشاهی قدرتمند ایلام، که بر سر راه‌های تجاری مهم در سراسر کوه‌های زاگرس قرار داشت، به دشت بین‌النهرین حمله کرد. ایلام با متحدانی در میان دولت‌های دشت، به پادشاهی اشنونا حمله کرد و آن را نابود کرد، تعدادی از شهرها را ویران کرد و برای اولین بار حکومت خود را بر بخش‌هایی از دشت تحمیل کرد.
ایلام برای تحکیم موقعیت خود، تلاش کرد تا جنگی بین پادشاهی بابلی حمورابی و پادشاهی لارسا به راه اندازد. حمورابی و پادشاه لارسا پس از کشف این دورویی با یکدیگر متحد شده و توانستند ایلامی‌ها را شکست دهند، اگرچه لارسا سهم زیادی در تلاش نظامی نداشت. حمورابی که از عدم کمک لارسا به او خشمگین شده بود، به آن قدرت جنوبی روی آورد و بدین ترتیب تا حدود ۱۷۶۳ قبل از میلاد بر تمام دشت پایین بین‌النهرین تسلط یافت.
از آنجایی که حمورابی در طول جنگ در جنوب توسط متحدان شمالی خود مانند یمحاض و ماری مورد حمایت قرار گرفت، عدم حضور سربازان در شمال منجر به ناآرامی شد. حمورابی به گسترش قلمروی خود ادامه داد و توجه خود را به شمال معطوف کرد و ناآرامی‌ها را سرکوب کرد. اندکی پس از آن، او اشنونا را نابود کرد. سپس ارتش‌های بابل دولت‌های شمالی باقیمانده، از جمله متحد سابق بابل، ماری، را فتح کردند، اگرچه ممکن است فتح ماری یک تسلیم بدون هیچ گونه درگیری واقعی بوده باشد.
حمورابی برای کنترل بین‌النهرین وارد یک جنگ طولانی با ایشمه-داگان یکم پادشاه آشور و جانشین شمشی-ادد یکم شد و هر دو پادشاه برای به دست آوردن برتری با دولت‌های کوچک متحد شدند. سرانجام حمورابی پیروز شد و ایشمه-داگان یکم را درست قبل از مرگ خود برکنار کرد. موت-اشکور، پادشاه جدید آشور، مجبور به پرداخت خراج به حمورابی شد.
حمورابی در عرض چند سال موفق شد تمام بین‌النهرین را تحت حکومت خود متحد کند. پادشاهی آشور باقی ماند اما در طول سلطنت او مجبور به پرداخت خراج شد و از دولت‌شهرهای بزرگ منطقه، تنها حلب و قتنا در غرب شام استقلال خود را حفظ کردند. با این حال، یک سنگ‌نبشته حمورابی تا شمال دیاربکر یافت شده است، جایی که او عنوان «پادشاه اموری‌ها» را برای خود ادعا می‌کند.
تعداد زیادی لوح‌های قراردادی مربوط به دوران سلطنت حمورابی و جانشینان او و همچنین ۵۵ نامه از خود او کشف شده است. این نامه‌ها نگاهی اجمالی به مشکلات روزمره اداره یک امپراتوری، از مقابله با سیل و دستور تغییرات در یک تقویم معیوب گرفته تا مراقبت از گله‌های عظیم دام بابل، ارائه می‌دهند. حمورابی در حدود ۱۷۵۰ قبل از میلاد درگذشت و زمام امپراتوری را به پسرش سامسو-ایلونا سپرد، که تحت حکومت او امپراتوری بابل به سرعت شروع به فروپاشی کرد.

## قانون حمورابی

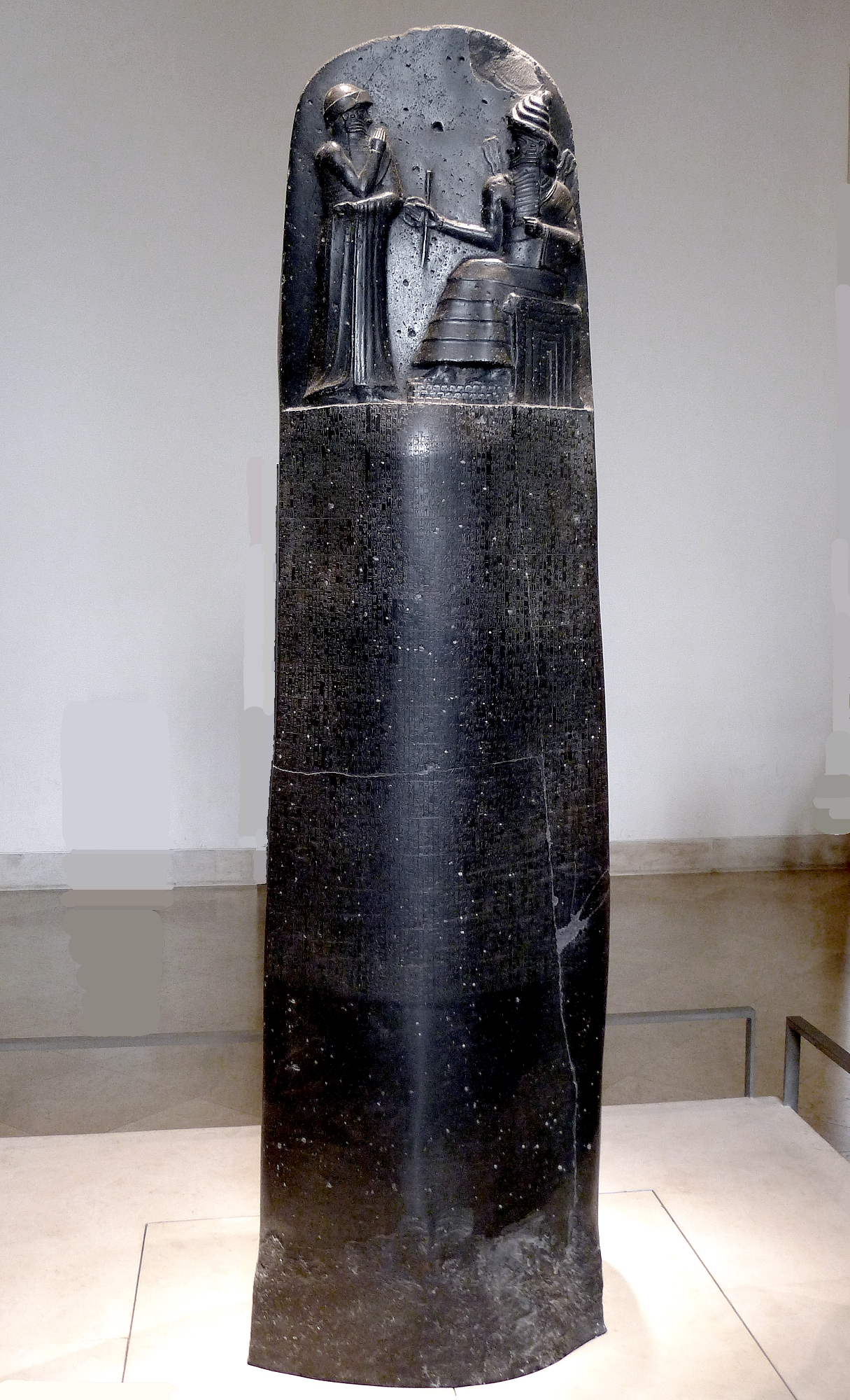
قانون حمورابی

حمورابی به عنوان بهترین راه حل برای اعلام قوانین جدید بابل شناخته می‌شود. این قانون یکی از اولین قانون‌های نوشته شده در جهان است. قانون حمورابی بر روی یک ستون سنگی حک شده و در یک مکان عمومی قرار داده شده بود تا همه بتوانند آن را ببینند. تصور می‌شود که این قانون توسط چند باسواد نوشته شده باشد. ستون سنگی بعدی کشف شده مربوط به ایلام است که در پایتخت آن شوش گذاشته شده بود و در سال ۱۹۰۱ کشف گردید و هم‌اکنون در موزهٔ لوور پاریس است. قانون حمورابی شامل ۲۸۲ قانون می‌شود و توسط باسوادها در ۱۲ روز نوشته شده‌است. برخلاف قوانین اکدی، این قوانین به زبان بابلی نو آن زمان نوشته شده بود و هر فرد باسواد در شهر می‌توانست آن را بخواند.
ساختار قوانین بسیار خاص و ارتکاب جرم به مجازات مشخص شده‌است. این مجازات بسیار خشن، با استانداردهای مدرن و گاهی منجر به مرگ بوده‌است. این قوانین یکی از اولین نمونه‌هایی بوده‌است که متهم می‌تواند شواهدی را ارائه کند. با این حال هیچ گونه تخفیفی برای مجازات مجرم وجود نداشته‌است.
کنده کاری‌ها در بالای ستون سنگی نشان می‌دهد که این قوانین از خدا یا مردوک دریافت شده‌اند. تشابه زیادی بین این روایت و روایت عبرانیان باستان زمان موسی وجود دارد. البته تفاوت‌های بارزی هم بین این دو روایت وجود دارد.

## میراث و یادبودها
تحت قوانین جانشینان حمورابی، امپراتوری بابل توسط فشار نظامی هیتی‌ها در حدود ۱۵۳۱ پیش از میلاد ضعیف شد. سرانجام با فتح بابل در سپتامبر سال ۵۳۹ پیش از میلاد به دست کوروش بزرگ، کشور بابل سقوط کرد.

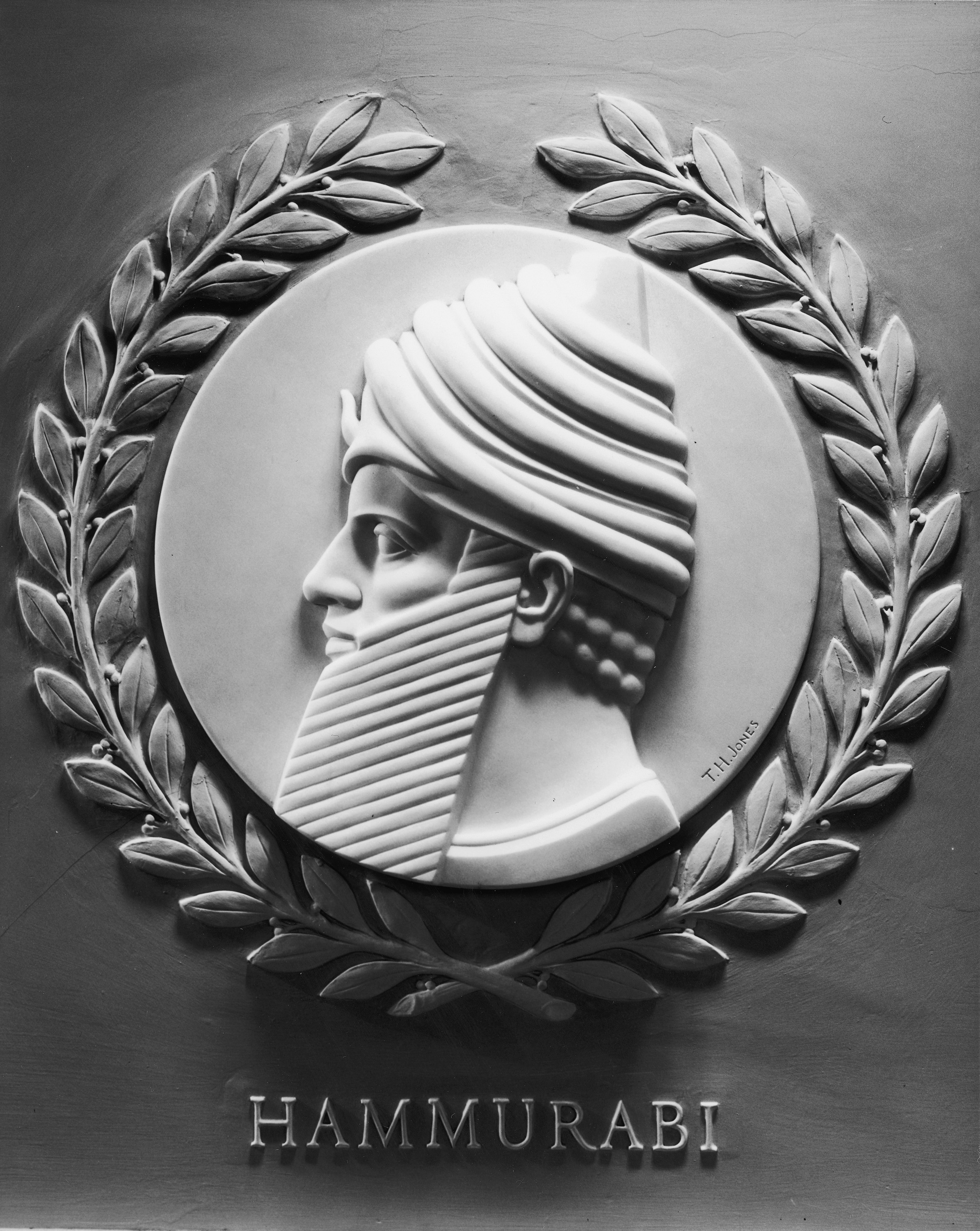
نقش‌برجسته ای از حمورابی در مجلس نمایندگان ایالات متحده آمریکا برای گرامیداشت یاد او به عنوان یکی از ۲۳ شخصیت برجستهٔ جهان در امر قانونگذاری در سرتاسر تاریخ.

از آنجا که حمورابی برای قوانینش شهرت زیادی دارد، تصویر او را می‌توان بر روی چندین ساختمان در دولت ایالات متحده آمریکا یافت. حمورابی یکی از ۲۳ تصویر در سنگ مرمر نقش برجسته در تالار نمایندگان ایالات متحده آمریکا می‌باشد. همچنین حمورابی در دیوار جنوبی ساختمان دادگاه عالی ایالات متحده آمریکا است.

## مطالعهٔ بیشتر
- Finet, André (1973). Le trone et la rue en Mésopotamie: L'exaltation du roi et les techniques de l'opposition, in La voix de l'opposition en Mésopotamie. Bruxelles: Institut des Hautes Études de Belgique. OCLC 652257981.
- Jacobsen, Th. (1943). "Primitive democracy in Ancient Mesopotomia". Journal of Near Eastern Studies. 2 (3): 159–172. doi:10٫1086/370672. {{cite journal}}: Check |doi= value (help)
- Finkelstein, J. J. (1966). "The Genealogy of the Hammurabi Dynasty". Journal of Cuneiform Studies. 20 (3): 95–118. doi:10٫2307/1359643. {{cite journal}}: Check |doi= value (help)
- Hammurabi (1952).  Driver, G.R.; Miles, John C. (eds.). The Babylonian Laws. Oxford: Clarendon Press.
- Leemans, W. F. (1950). The Old Babylonian Merchant: His Business and His Social Position. Leiden: Brill.
- Munn-Rankin, J. M. (1956). "Diplomacy in Western Asia in the Early Second Millennium BC". Iraq. 18 (1): 68–110. doi:10٫2307/4199599. {{cite journal}}: Check |doi= value (help)
- Pallis, S. A. (1956). The Antiquity of Iraq: A Handbook of Assyriology. Copenhagen: Ejnar Munksgaard.
- Richardson, M.E.J. (2000). Hammurabi's laws: text, translation and glossary. Sheffield: Sheffield Acad. Press. ISBN 1-84127-030-X.
- Saggs, H.W.F. (1988). The greatness that was Babylon: a survey of the ancient civilization of the Tigris-Euphrates Valley. London: Sidgwick & Jackson. ISBN 0-283-99623-4.
- Yoffee, Norman (1977). The economic role of the crown in the old Babylonian period. Malibu, CA: Undena Publications. ISBN 0-89003-021-9.